# Magnolia xanthantha
Magnolia xanthantha là một loài thực vật có hoa trong họ Magnoliaceae. Loài này được (C.Y.Wu ex Y.W.Law & Y.F.Wu) Figlar mô tả khoa học đầu tiên năm 2000.